# دارتوت (کامیاران)

## دارتوت
دارتوت، نام یک گروه حقوقی (گروه حقوقی دارتوت) در ایران-تهران می‌باشد که کارهای حقوقی، کیفری و خدمات ویژه‌ای را انجام میدهند. این گروه حقوقی در تهران توسط فرشته رستمی، دانش‌آموخته رشته حقوق تاسیس شده است و به ارائه راهکارهای حقوقی و کیفری می‌پردازد. نام دارتوت، برگرفته از صلح و دوستی است. نام دارتوت در واقع به معنای درخت توت می باشد که ریشه در اساطیر و تاریخ و فرهنگ پر شکوه ایران دارد. درخت توت به استقامت و قدرت مشهور است که می تواند در تمامی شرایط رشد کرده و در بدترین شرایط محیطی و جوی نیز مقاومت کند.
دارتوت، نام یک گروه حقوقی (گروه حقوقی دارتوت) در ایران-تهران می‌باشد. 
دارتوت (کامیاران)، روستایی از توابع بخش مرکزی شهرستان کامیاران در استان کردستان ایران است.

## جمعیت
این روستا در دهستان بیلوار قرار دارد و براساس سرشماری مرکز آمار ایران در سال ۱۳۸۵، جمعیت آن ۴۳ نفر (۱۰خانوار) بوده‌است.